# Валерій Ґрат
Валерій Ґрат (лат. Valerius Gratus) був римським префектом провінції Юдея під правлінням Тиберія з 15 по 26 н.е. Був наступником Аннія Руфа і його наступником став Понтій Пілат.
Уряд, який очолював Ґрат, здебільшого відзначається частими замінами первосвященників. Він змістив Анну і заступив його Ізмаїлом, сином Фабі. Тоді Елеазаром, сином Аріана, потім Симоном, сином Каміта і зрештою Каяфою, зятем Анана.

## У масовій культурі
У романі Бен-Гур та створених на його основі фільмах Ґрата серйозно поранено черепицею, яку випадково скидає на нього Юда Бен-Гур, що дає поштовх низці подій в оповіді. У цьому романі Ґрат зображений корумпованим державним діячем, який завдавав чимало прикрощів родині Бен-Гура заради власного збагачення.

## Життєпис
- Йосип Флавій - Antiq. xviii. 6. § 5.
- Smith, Dictionary of Greek and Roman Biography and Mythology